# ダルライザー
ダルライザーは白河市の活性化のため、白河商工会議所青年部が2008年10月にデビューさせたヒーローキャラクター。

## 概要
福島県白河市の名産白河だるまをモチーフに2009年に誕生したご当地ヒーロー。製作は白河商工会議所青年部。名前の由来は、白河商工会議所青年部の一般公募で決定。「だるまが起き上がる（起き上がるは英語でライズ）」から。
特徴はただの人間であることで、子供たちに強くなるためには自身の努力が必要とし、スーツやマスク、また人物にも特殊な能力は一切備わっておらず、服装を変えたり、スーツを脱ぎ献血をしたり、まさに一般市民と変わらない。白河市を中心に福島県一円で活躍している。
「何度転んでも立ち上がる」達磨の不屈の精神を元に『努力と工夫で諦めない』を大人が体現し伝えようとし、素人である街の白河商工会議所青年部メンバーをアクターとし、主に白河市でのイベントでステージショーや握手会などの活動している。その思いは子供達自身の自立を促し、将来大人になった時に街を大きく発展させて欲しいという、今の活性化というよりも未来の活性化を願っている。
白河商工会議所青年部が運営をしており、市や県の公式キャラクターという認定はされていなかったが、2013年10月に白河市公認キャラクター認定式に出席し、改めて白河市の公認キャラクターとなった。
2015年4月13日にプロジェクトダルライザーからダルライザープランニングと改名を行い、企業化(個人事業化)している。
2016年2月にアクションの技術としてスペインの近距離格闘技KEYSI（ケイシ）を学ぶため、スペインから創始者であるJUSTO DIEGUEZ（フスト・ディエゲス）の来日を実現させ直接指導を受け、自身はKEYSI（ケイシ）のインストラクターとしての免許を取得した。その後アクションとしてKEYSI（ケイシ）を本格的に採用している。
2016年4月に日本初のKEYSIの指導を行うKEYSI JAPAN ACADEMY（ケイシ ジャパン アカデミー）を開講している。

## 主なキャラクター

### ダルライザー
地域を活性化するために誕生したヒーロー。ひょんな事がきっかけで街を守らざるをえなくなる。スーツはただの生地、ヘルメットは頭部の保護、必殺技もないただの人間。持ち前の前向きさと臨機応変に対応する能力で何事も乗り越える。胸や背中、両足などに走るラインは、白河だるまの模様を図案化したもの。目のサングラスは上に上がる。
- ダルライザースノウ

冬場の活動用に防寒目的でダルライザーが皮ジャンパー・チャップスを着用した形態。
※ダルライザースノウで活動する期間は11月から3月
- ダルライザーライディング

ダルライザーがバイクに乗る際に着用する革ツナギスーツ。通常の出動でも着用する場合もある。
バイクに乗る際はバイク用のヘルメットを着用するが通常のダルライザーヘルメットに近いカラーリングになっている。
バイクのヘルメットから通常ヘルメットへ付け替える状況が発生することから、ヘルメット内に被る内マスクが作られた。
愛車は川崎重工業のニンジャ400
- 内マスク

内マスクの形状はキャプテン・アメリカのマスクを意識した形状となっており『キャプテン』『キャプテンシラカワ』と呼ばれている。
顔の一部が露出しているため、そのままの状態で食事が可能となり食レポが可能である。

### ダイス
6人組の天才集団。サイコロをモチーフにしたマスクで正体を隠している。ダイスマスクには賽の目の数字があり、お互いをコードネームで呼び合う。
ダイスマスクには通信機能など多彩な機能が備わっている。
理想郷を作るため活動している。知恵を使い言葉巧みに時には思考を操るマシンなどを自ら開発・行使し人々を翻弄する。
ダイス達も人間である。外観はスーツ姿、革靴、黒ネクタイ、白手袋。冬場はコートを着る場合がある。
※コートを着用する期間は11月から3月
丸いだるまをモチーフにしたダルライザーに対し、四角いサイコロをモチーフにしたダイスがライバルとなっている。
- No.1：ダイスのリーダー。才能と努力で生きてきた男。大手メーカー勤務で順風満帆な人生だったが、あることがきっかけで正反対の人間に変貌しダイスを結成する。

- No.2：作戦参謀、金庫番。No.1の幼馴染であり経営カウンセラー。職業を通じてNo.1と再会。ダイス結成のアドバイスをする。

- No.3：ドライバー。トラックドライバーを職業としていたが、No.2にそそのかされダイスに入る。趣味でライセンスを持つ天才ドライバー。

- No.4：化学を使うマジシャン。稼業が薬局の薬剤師。趣味が実験とマジック。薬を何でも実験に使ってしまう。

- No.5：純粋な気持ちを持つ一般人。フリーター。ダイス唯一の計画ミスで加入。だが彼のおかげでNo.4とNo.6が加入した。意外な貢献者。

- No.6：マシン開発者。No.1にコンプレックスを抱く野心家。性格に難ありだが腕と頭は確かなもの。あることがきっかけで自らダイスに加入する。

※上記のダイス結成の経緯は外部リンク：ダイス結成秘話参照

### ラゴウ
黒いスーツはダイス達から奪ったものである。ダルライザーの活動を見てヒーローとは何かを考え自らヒーローを目指すようになる。

### 設定その他
- ダルライザーのサングラスは上がるようになっており、だるまの眉毛になっている。胸の金の模様は達磨の宝船をかたどったもの。

- ダイスのメンバーは足すと7になる数字は仲が良くない(サイコロでは背中合わせだから)。隣り合う数字通しは仲が良い。3,4は例外で当たり障りのない関係になっている。

※設定などは外部リンク：ダルライザー裏話、ダイス裏話参照

## ステージショー

### 内容
メインショー【20分～】とミニショー【約10分】の2種に分け活動をしている。
- メインショー

『ナンバリングショー』と言われ時系列が存在しダルライザーとダイスのストーリーが展開され関係性の変化が発生する場合がある。
2015年8月にナンバリングショー9が公開された
- ミニショー

ダルライザーと悪役のダイス2～3人で構成される。登場するイベントに合わせた内容で展開される。
特徴は一切観客との絡みがないこと。ヒーローショーよりも舞台に近い。これは作者である和知健明(白河商工会議所青年部所属)が舞台芸術系の大学である桐朋学園大学短期大学部芸術科演劇専攻出身のため、そのような方針で活動している。声を担当するメンバーも全員、上記大学出身者となっている。

### アクション
ダルライザーが必殺技のないただの人間であり基本的には武器を使わないため、キャラクターショーとしては特徴となるパンチ・キック等の打撃、つかみ技のみで構成されている。
2016年頃からスペインのマーシャルアーツKEYSI（ケイシ）を採用している。

## 関連CD

### テーマソング『ライズ』
2011年2月11日発売。SOUND BY BUNGNIR OVER REV（グングニルオーバーレブ）
- RISE

作詞：紫季伊冬那　作曲：あいざわ
歌：紫季伊冬那、平康臣
- OVER ALIVE

作詞：紫季伊冬那　作曲：あいざわ
歌：平康臣、紫季伊冬那
ライズはイベント、ショーなどでダルライザーの登場時などに使用された。

### ダルライザー×小峰シロ 次元を超えた共闘！燃え萌え白河大決戦
2013年2月11日発売。
ダルライザーと白河のご当地萌キャラ小峰シロのコラボ作品。
音声ドラマCD

### 新テーマソング『アールツー』
2014年8月2日発売。SOUND BY BUNGNIR OVER REV（グングニルオーバーレブ）
- R2

作詞：紫季伊冬那　作曲・編曲・ギター演奏：溝口ゆうま
歌：紫季伊冬那、平康臣
- Oracle

作詞：ToKA　作曲・編曲：やまにゃん（nyanline record）
ギター：ヲタクのこま　バイオリン：丸山妙子
歌：平康臣、紫季伊冬那、DICE一同（Bonus track）
R2はイベント、ショーなどでダルライザーの登場時などに使用されている。
Oracleはダイスのために作れた曲となっている。

## 関連書籍
- DHARURISER BEGING ダイス結成秘話編

ダルライザー公式サイトに掲載されているStory（ダイス結成秘話）を福島県西白河郡西郷村出身の漫画家・端野洋子により同人誌形態の不定期発行を行っている。
2016年8月第7巻発売（全12巻）

## ラジオ
- かっとびワイド

rfcラジオ福島：毎月第1火曜日にパーソナリティーを務めていた。（2017年3月まで）

## 映画化

### ライズ-ダルライザーTHE MOVIE
『ライズ-ダルライザーTHE MOVIE』は福島県白河市を舞台にした映画である。
2015年4月にYOUTUBEに投稿した映像作品の好評を受け映画化を発表（現在その動画は削除されている）。
2015年12月23日から映画作成費用の協賛を募り目標金額を達成。
2016年12月3日から撮影開始。
2017年7月15日,16日 白河市内の白河文化交流館コミネスにて試写会、舞台挨拶。
2017年7月29日 白河市内の新白信金イベントホールにて上映開始（市内に映画館がないため）。11月4日から24日まで福島市の映画館「フォーラム福島」で上映。

#### スタッフ
プロデューサー・主演 : 和知健明
監督 : 佐藤克則
コレオグラファー：JUSTO DIEGUEZ（フスト・ディエゲス）
CG：Forces11 - 仁平孝佳
BGM：紫季伊冬那
演技指導：三浦佑介
主題歌の『Arcier』を歌う『white Re:birth』は『ライズ-ダルライザーTHE MOVIE』の主題歌のために THE BACK HORN 松田晋二がプロデュースした福島県出身のアーティストによるコラボユニット。作詞とドラムに松田晋二（THE BACK HORN）、ヴォーカルにすぅ（SILENT SIREN） 、作曲とギターに山岡トモタケ（ex.WHITE ASH 山さん）福島県出身ミュージシャンによって制作された。
- メインキャストは白河市民で構成されている[4]。

## 関連作品
- 映画『日本ローカルヒーロー大決戦』

2015年全国公開
ダルライザーとして出演している。

## 関連記事など
- “白河の“ご当地ヒーロー”名は「ダルライザー」に決定”. 株式会社全国新聞ネット. (2009年1月27日)
- “「努力と工夫」筋肉質のダルライザー　福島・白河 - 社会”. 朝日新聞社. (2009年2月1日)
- “白河に新ヒーロー「ダルライザー」参上”. 政経東北. (2009年3月1日)
- “参院選啓発にダルライザー参上　白河市のご当地ヒーロー”. 福島民報社. (2010年6月29日)
- “巷で人気のご当地ヒーロー！その一人、ダルライザーの活動とは？”. SUUMOジャーナル. (2012年10月20日)